# Tamarindo Huasteco
Tamarindo Huasteco är en ort i Mexiko.   Den ligger i kommunen Tampamolón Corona och delstaten San Luis Potosí, i den centrala delen av landet, 240 km norr om huvudstaden Mexico City. Tamarindo Huasteco ligger 271 meter över havet och antalet invånare är 247.
Terrängen runt Tamarindo Huasteco är kuperad åt nordväst, men åt sydost är den platt. Tamarindo Huasteco ligger uppe på en höjd. Runt Tamarindo Huasteco är det ganska tätbefolkat, med 58 invånare per kvadratkilometer. Närmaste större samhälle är Tanquián de Escobedo, 17,4 km öster om Tamarindo Huasteco. Omgivningarna runt Tamarindo Huasteco är en mosaik av jordbruksmark och naturlig växtlighet.